# Claoxylon flavum
Claoxylon flavum är en törelväxtart som beskrevs av Scott-elliot. Claoxylon flavum ingår i släktet Claoxylon och familjen törelväxter.
Artens utbredningsområde är Madagaskar. Inga underarter finns listade i Catalogue of Life.